# Attacco chimico di Khan Shaykhun
L'attacco chimico di Khan Shaykhun è un episodio avvenuto il 4 aprile 2017 durante la guerra civile siriana. Un attacco aereo e il rilascio di gas ha causato l'avvelenamento di alcuni civili siriani. Si tratta del secondo attacco chimico più grave avvenuto in Siria dopo quello di Ghūṭa nel 2013. Un gruppo di esperti delle Nazioni Unite e gli ispettori dell'Organizzazione per la proibizione delle armi chimiche, incaricati di indagare sul bombardamento, hanno attribuito la responsabilità dell'utilizzo di armi chimiche al regime siriano di Bashar al-Assad.

## Eventi
Il 4 aprile 2017 alle ore 6:30 (ora locale), un raid aereo a Khan Shaykhun, in una zona controllata dai ribelli al regime di Assad, nel Nordovest della Siria, ha compiuto un attacco sui civili facendo piovere bombe di gas sarin. Tra le vittime c'è un alto numero di bambini. Secondo le testimonianze, i sintomi presentati dai centinaia di civili sono stati vomito e schiuma alla bocca. Oltre le numerose persone decedute, si contano più di 400 feriti. Sono state bombardate anche alcune strutture sanitarie in zona.

## Conseguenze
Gli Stati Uniti d'America hanno attribuito le responsabilità dell'accaduto al governo di Assad, allo stesso tempo il governo siriano ha totalmente negato il coinvolgimento. A difesa del regime di Assad si è espressa la Russia da tempo sua alleata nell'area.
Il 7 aprile, il presidente americano Donald Trump ha ordinato il lancio di 59 missili BGM-109 Tomahawk della Raytheon Company e della McDonnell Douglas, sulla base aerea siriana di Khan Shaykhun, da cui sarebbe partito l'attacco chimico, ma solo 23 missili hanno colpito la base, gli altri 36 sono stati deviati fuori dal bersaglio dal radar jamming siriano.

### Costo
Il raid USA è costato circa 93,81 milioni di dollari. La valutazione è stata fatta in base ai dati della Difesa USA del 2014: all'epoca questi missili costavano 1,59 milioni di dollari l'uno.

### Reazioni nel mondo
L'azione statunitense ha indotto gli alleati di Assad a minacciare di reagire a una qualsiasi ulteriore azione militare degli Stati Uniti contro le forze siriane. Secondo il presidente russo Vladimir Putin, quella di Donald Trump è stata un'azione premeditata e ha annunciato la sospensione dell'accordo con gli americani per la prevenzione degli incidenti e la sicurezza nello spazio aereo siriano.
Il leader nordcoreano Kim Jong-un ha definito quello di Trump come un atto di aggressione intollerabile, che prova più di un milione di volte quanto sia giusto che la Corea del Nord continui il proprio programma nucleare.
Il presidente del Consiglio italiano Paolo Gentiloni ha definito l'attacco degli Stati Uniti come "proporzionato nei tempi e nei modi" e giustificato dal "crimine di guerra".
Il Presidente della Federazione Russa Vladimir Putin, in un incontro al Cremlino, ha detto al Presidente della Repubblica Italiana Sergio Mattarella che l'attacco ricorda gli eventi del 2003, con la scoperta di presunte armi chimiche in Iraq e la successiva invasione che ha provocato la distruzione del Paese e la conseguente nascita dello Stato Islamico.